# 長沼真太郎
長沼 真太郎（ながぬま しんたろう、1986年 - ）は、日本の実業家。北海道コンフェクトグループ代表取締役。父はきのとや創業者の長沼昭夫。

## 人物・経歴
北海道札幌市出身。北海道札幌南高等学校、慶應義塾大学商学部卒業。
就職活動時には父親同様に菓子店の経営を考えるも、成功までの段階を知るべく起業を前提とした就職先を考え、2010年に丸紅へ就職。製菓ビジネスのシェアが高いこともあり丸紅を選択し菓子食品課にて海外製の食品の輸入業務に携わる。その後、家業のきのとやの中国出店計画に注力するべく丸紅を退社するも、菓子作りの技術不足や方針の相違により半年ほどで計画中止となる。
2011年にきのとやへ入社、売上不振となっていた新千歳空港の支店「KINOTOYA 2」をチーズタルト専門店に転換し経営改善に成功し、その後デコレーションケーキのインターネット販売サービス「Click On Cake」の展開を目的に子会社「COC」を設立。配送トラブルに見舞われたことやチョコレートのカスタマイズ販売を開始するなど苦戦するも、ECサービスを行う中でITスタートアップへの思いが高まり2013年に再度上京、「BAKE」を創業。
事務所マンションの1室をAirbnbで貸し出していた際に宿泊したアメリカ人ITエンジニアとともに開発した写真入りケーキ受注サービス「PICTCAKE」の成功の後、2014年に「焼きたてチーズタルト専門店 BAKE」1号店を新宿に開業させ成功を収め、シュークリーム専門店「クロッカンシュー ザクザク」（2014年）、アップルパイ専門店「RINGO」（2016年）などを開発した。また、海外展開も加速させ11ヵ国以上にも出店。2017年にBAKE事業をポラリス・キャピタル・グループに売却。18年にはBAKE会長から退く。
その後スタンフォード大学客員研究員を経て、2020年にユートピアアグリカルチャー代表取締役に就任。
2021年より、COCで「SNOWS（スノー）」の展開を開始。
2022年10月にきのとや・千秋庵・北の食品・ユートピアアグリカルチャーなどの持株会社となる北海道コンフェクトグループ代表取締役に就任。

## テレビ番組
- 日経スペシャル カンブリア宮殿 菓子作りの常識を打ち破れ！ 名店を進化させる2代目の挑戦（2023年11月30日、テレビ東京）- 北海道コンフェクトグループ社長として出演[4]。